# U 109 (U-Boot, 1917)
U 109  war ein diesel-elektrisches U-Boot der deutschen Kaiserlichen Marine, das im Ersten Weltkrieg zum Einsatz kam. 

## Einsätze
U 109 wurde am 5. Mai 1916 in Auftrag gegeben, lief am 25. September 1917 bei der Germaniawerft in Kiel vom Stapel und wurde am 7. November 1917 in Dienst gestellt. Anschließend wurde das Boot der IV. U-Flottille in Emden und Borkum zugeordnet. Erster und einziger Kommandant war Kapitänleutnant Otto Ney. 
U 109 führte während des Ersten Weltkriegs eine unvollständige Unternehmung um die britischen Inseln durch. Dabei wurde kein Schiff versenkt oder beschädigt.

## Verbleib
Am 24. Januar 1918 verließ U 109 die Ems zur ersten und einzigen Feindfahrt, die durch den Ärmelkanal zum Sankt-Georgs-Kanal führen sollte. Es erfolgte jedoch keine Bestätigung der Durchquerung des Ärmelkanals an die deutsche Marine. Das Boot ist daher seit dem 26. Januar 1918 verschollen. Als mögliche Untergangsursachen gelten ein Minentreffer der britischen Minensperre bei Dover sowie Artilleriebeschuss des britischen Fischdampfers Beryl. Der bewaffnete Fischdampfer patrouillierte in den Morgenstunden des 24. Januar 1918 an der Minensperre Folkestone–Gris Nez, als die Besatzung ein U-Boot bemerkte. Das U-Boot wurde beschossen und so zum Tauchen gezwungen. Wenig später hörte die Fischdampfer-Crew eine Minenexplosion. Ort und Zeit des Vorfalls lassen darauf schließen, dass es sich bei dem U-Boot um U 109 handelte. Als ungefähre Untergangsstelle wird folgende Position in der Straße von Dover angenommen: 51° N, 2° O.